# Božo Bakota
Božidar "Božo" Bakota (* 1. Oktober 1950 in Zagreb, Jugoslawien (heute Kroatien); † 1. Oktober 2015 in Graz) war ein jugoslawischer Fußball-Nationalspieler.

## Karriere
Božo Bakota begann seine Karriere beim NK Zagreb, mit dem er 1974 den Abstieg aus der 1. Liga Jugoslawiens hinnehmen musste, doch bereits 1976 den Wiederaufstieg schaffte. Insgesamt drei weitere Saisons spielte er im Mittelfeld für Zagreb in der 1. Liga; in seiner besten Saison 1978 gelangen ihm auch 10 Tore. Im selben Jahr kam Božo Bakota am 15. November zu seinem einzigen Länderspiel für Jugoslawien beim 4:1-Sieg über Griechenland. Ein Jahr nach dem Abstieg von NK Zagreb folgte er seinem ehemaligen Trainer Otto Barić nach Österreich zum SK Sturm Graz.
Bei Sturm wurde Božo Bakota bereits in seiner ersten Saison 1980/81 österreichischer Vizemeister und holte sich 1981/82 mit 24 Saisontreffern die österreichische Torjägerkrone. Er ergänzte sich im Sturm hervorragend mit Gernot Jurtin und war insbesondere als sicherer Elfmeterschütze bekannt. Sein größter internationaler Erfolg war das Erreichen des Viertelfinales im UEFA-Pokal 1983/84. Sturm unterlag auswärts Nottingham Forest 0:1, konnte dieses Ergebnis dank eines Bakota-Tores im Rückspiel egalisieren und schied erst nach dem 1:1 in der Verlängerung aus. Bis 1986 trug Božo Bakota den Sturm-Dress und erzielte insgesamt 86 Bundesligatore für den Klub.
Bakota starb an seinem 65. Geburtstag in Graz.

## Erfolge
- 1 × UEFA-Cup-Viertelfinale: 1985
- 1 × Österreichischer Torschützenkönig: 1982
- 1 × Österreichischer Vizemeister: 1981
- 1 Spiel für die jugoslawische Fußballnationalmannschaft 1978